# Centro Espacial da Guiana

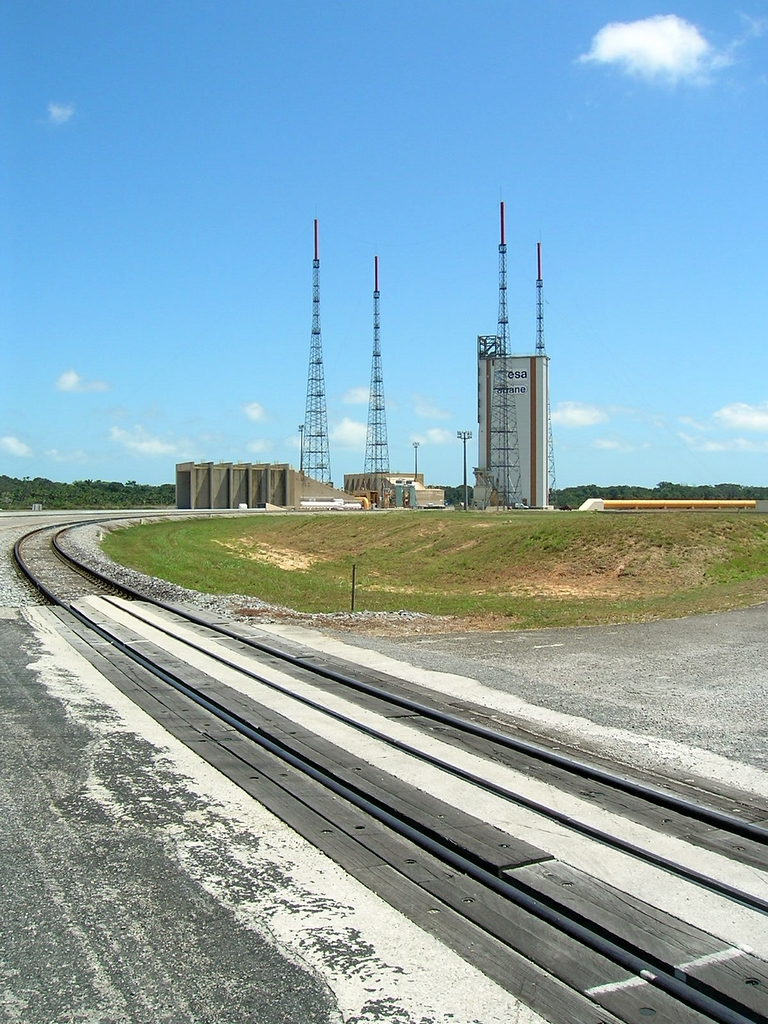
Base de lançamento da Ariane 5, em Kourou

O Centro Espacial da Guiana  (francês: Centre Spatial Guyanais; CSG)  é uma base de lançamento espacial ou espaçoporto francês e da ESA ao noroeste de Kourou, na Guiana Francesa. Em operação desde 1968, é particularmente adequado como local para uma base de lançamento espacial. Ele atende aos dois principais requisitos geográficos de tal local:
- Está perto do equador, de modo que menos energia é necessária para manobrar uma espaçonave em uma órbita equatorial geoestacionária. Foguetes são lançados para o leste para aproveitar o momento angular fornecido pela rotação da Terra;
- Tem mar aberto a leste, de modo que é improvável que os estágios inferiores de foguetes e detritos de falhas de lançamento caiam sobre habitações humanas.

A Agência Espacial Europeia (ESA), a agência espacial francesa CNES (Centro Nacional de Estudos Espaciais) e as empresas comerciais Arianespace e Azercosmos realizam lançamentos de Kourou. Este era o espaçoporto usado pela ESA para enviar suprimentos para a Estação Espacial Internacional usando o Veículo de Transferência Automatizado.

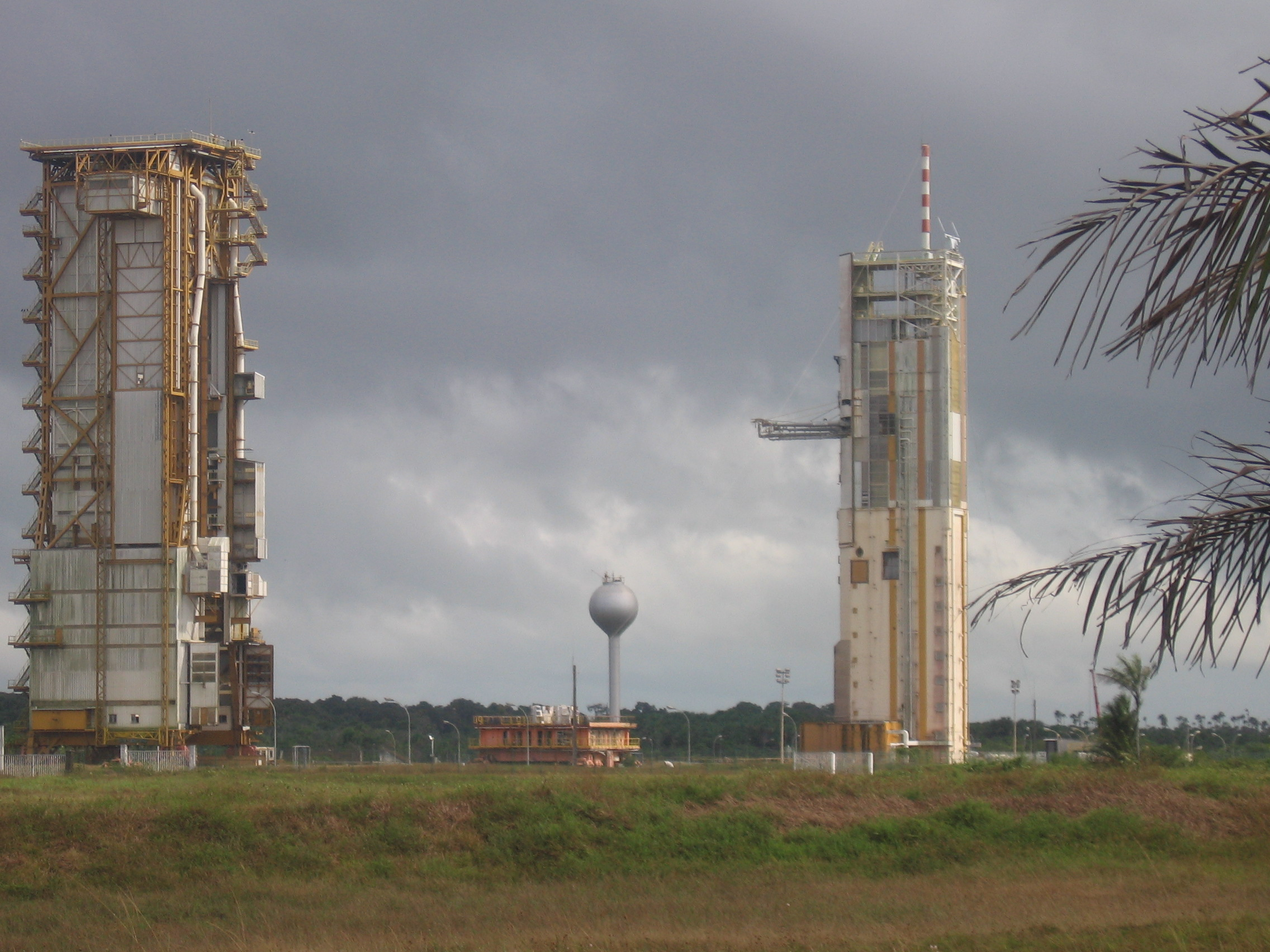
O agora desativado ELA-2 - local de lançamento do Ensemble de Lancement Ariane-2 Ariane 4

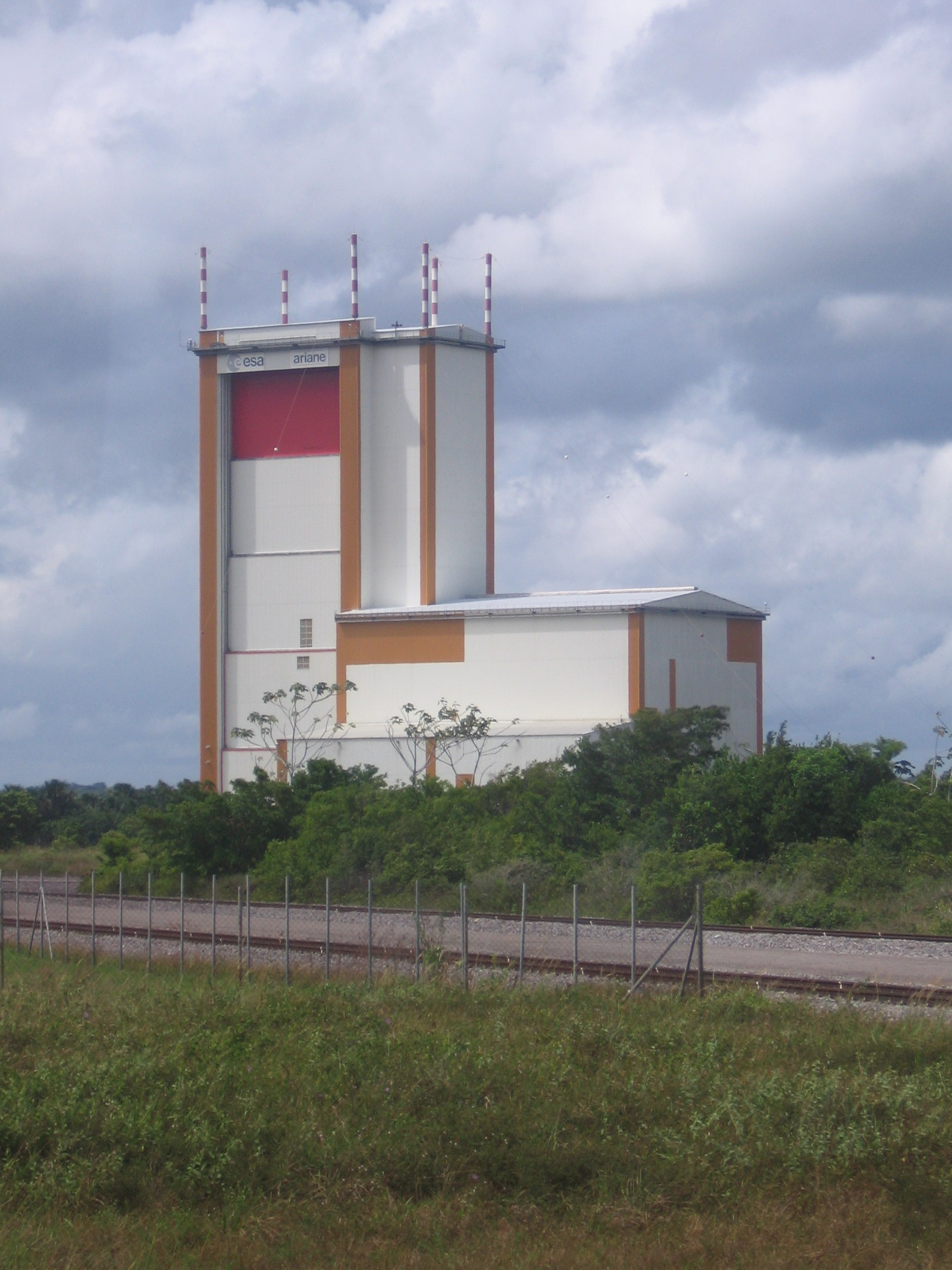
O edifício de montagem final para Ariane 5

## História
O local foi escolhido em 1964 para se tornar o espaçoporto da França.
Em 1975, a França ofereceu compartilhar Kourou com a ESA. Os lançamentos comerciais são comprados também por empresas não europeias. A ESA paga dois terços do orçamento anual do espaçoporto e também financiou as atualizações feitas durante o desenvolvimento dos lançadores Ariane.

Em 4 de abril de 2017, o centro foi ocupado por 30 dirigentes sindicais no meio da agitação social de 2017 na Guiana Francesa, mas foi retirado em 24 de abril de 2017.

Mapa ELA-3

## Lançamentos

### Segurança de lançamento
A segurança contra incêndios é garantida por um destacamento da Brigada de Incêndio de Paris, um braço do exército francês. Antes e durante as janelas de lançamento, a segurança das instalações do CSG é significativamente reforçada por medidas antipessoal e antiaérea, cujas configurações exatas são classificadas pelos militares franceses. 
O Centro Espacial da Guiana (conforme CNES) também contém as Îles du Salut, uma ex-colônia penal que inclui a infame Ilha do Diabo. Agora um local turístico, as ilhas estão na trajetória de lançamento para a órbita geossíncrona e devem ser evacuadas durante os lançamentos.

### Primeiros lançamentos
- 10 de março de 1970 - O primeiro Diamant-B lançou os satélites DIAL / MIKA e DIAL / WIKA. DIAL / MIKA falhou durante o lançamento, mas entrou em órbita com uma massa total de 111 kg.[7] DIAL / WIKA forneceu dados por cerca de dois meses após o lançamento.[7]